# 多久和怜子
多久和 怜子（たくわ れいこ）は、埼玉県生まれのフルート奏者。

## 来歴
9歳よりフルートをはじめる。
上野学園高等学校を経て、上野学園大学演奏家コース卒業。桐朋学園大学研究科修了。大学卒業演奏会、第81回読売新人演奏会、第38回フルートデビューリサイタルに出演。
小澤征爾音楽塾オペラプロジェクトXI、サイトウ・キネン・フェスティバル松本「青少年のためのオペラ」に参加。2014年より北九州国際音楽祭に出演。
東京文化会館主催モーニングコンサート、まちなかコンサート等に出演。
2017年、舞台芸術創造事業夏目漱石生誕150年記念／東京文化会館・ジャパン・ソサエティー（ニューヨーク）国際共同制作、夏目漱石原作「夢十夜」の室内オペラ「Four Nights of Dream」でニューヨーク、東京公演（日本初演）に参加。2020年、東京オペラシティ「B→C バッハからコンテンポラリーへ」に出演。瞠目の評価を得た。
日本フィルハーモニー交響楽団、東京フィルハーモニー交響楽団と共演。
これまでにフルートを野口龍、段田尚子、倉田優の各氏に、室内楽を佐々木祐子、原田禎夫、吉野直子、猶井正幸の各氏に師事。
現在、東京シティ・フィルハーモニック管弦楽団 首席フルート奏者。東邦音楽大学非常勤講師（2025年4月より）。さらにソロ、室内楽等でも活躍している。

## 賞歴
第14回 日本フルートコンヴェンションコンクール ソロ部門 第3位。
第9回 東京音楽コンクール 木管部門 入選及び聴衆賞受賞。
第29回 日本管打楽器コンクール 第3位。
第11回 東京音楽コンクール 木管部門 第2位。
第82回 日本音楽コンクール 第2位。